# Phanoderma pacificum
Phanoderma pacificum är en rundmaskart som beskrevs av Christian Wieser 1953. Phanoderma pacificum ingår i släktet Phanoderma och familjen Phanodermatidae. Inga underarter finns listade i Catalogue of Life.